# 樹原ちさと
樹原 ちさと（きはら ちさと、1956年6月21日 - ）は、日本のギャグ漫画家。新潟県出身。1979年、「りぼん増刊号」でデビュー。

## 作品リスト
りぼん
- バイバイヒーロー!
- いね子がゆく
- ムーちゃん先生!!
- かん忍!!茜
- おたすけ天使
- 桃色ミステリー
- こらこらキララ!
- 太郎先生がやってきた
- 本町一丁目栗本菓子店
- ランチタイムがはじまる
- おまかせ健さん
- 転校生
- 恋は100Kg

コミッククリムゾン
- ぶぶりん - 四コマ漫画

ハムスター倶楽部
- ハナとマル

鳥っこ倶楽部
- ぴいたろうのゆううつ
- カラフルなぼく

| スタブアイコン | サブスタブ | この項目は、まだ閲覧者の調べものの参照としては役立たない、漫画家・漫画原作者に関連した書きかけの項目です。この項目を加筆・訂正などしてくださる協力者を求めています（P:漫画/PJ:漫画家）。 |